# Magdalena Wasylik
Magdalena Wasylik (ur. 31 sierpnia 1995 w Sieradzu) – polska piosenkarka i aktorka. 

## Życiorys
W 2000 roku zwyciężyła w Turnieju Nieujawnionych Talentów w Zduńskiej Woli. 
Zadebiutowała w roli zbuntowanej nastolatki w spektaklu Kobiety – sytuacja krytyczna (reż. Krystyna Janda) w Teatrze Polonia w Warszawie Występowała również w roli Rezedy w musicalu Akademia Pana Kleksa (reż. Wojciech Kępczyński) w Teatrze Muzycznym Roma w Warszawie.
Uczestniczyła w pierwszej edycji talent show Must Be the Music. Tylko muzyka (2011) w Polsacie i drugiej edycji programu The Voice of Poland (2013) w TVP2. 
Nagrała kilka utworów dla Studia Accantus, oraz jest uczestniczką programu internetowego Dzikie ucho na YouTube. 

## Polski dubbing

### Filmy
- 2002: Kadet Kelly
- 2004: Wirtualny ideał
- 2007: Zaczarowana
- 2009: Ciekawski George: Małpiszon i Gwiazdka – Betsy
- 2009: Czarodziejka Lili: Smok i magiczna księga – Mona
- 2009: Program ochrony Księżniczek
- 2009: Pies, który uratował święta – Kara Bannister
- 2010: Pies, który uratował ferie – Kara Bannister
- 2010: Troskliwe Misie: Festiwal Prezentów – Szlachetne Serce
- 2011: Pies, który uratował Halloween – Kara Bannister
- 2012: Fred: Obóz obciachu – Łyżka
- 2012: ParaNorman – Agatha „Aggie” Prenderghast
- 2012: Kot Prot Gwiazdkę urządzi w lot – delfinica Figa
- 2012: Strażnicy marzeń
- 2012: Dino mama – Julia
- 2012: Wróżkowie chrzestni: Timmy ratuje święta
- 2013: Alfa i Omega: Święta w wilczym stylu – jeżozwierz
- 2013: Hokus-pokus, Albercie Albertsonie – Sonia
- 2013: Minionki rozrabiają – Margo
- 2013: Oz: Wielki i potężny – Dziewczynka na wózku / Porcelanka
- 2013: Scooby Doo: Upiór w operze –
  - Chrissy,
  - Amy
- 2014: My Little Pony: Equestria Girls: Rainbow Rocks – Adagio Dazzle
- 2014: Poszukiwacze świętego Mikołaja – Elizabeth
- 2014: Tom i Jerry: Jak uratować smoka – Atena
- 2014: Transformers: Wiek zagłady – Tessa Yeager
- 2015: Bella i Sebastian 2 – Gabriela
- 2015: Nickel-ho-ho-ho-deon! – Isabela Moner
- 2015: Pod włos – Monica
- 2016: Ever After High: Smocze igrzyska – Jillian Beanstalk
- 2016: Ever After High: Zima wszech baśni – Jillian Beanstalk
- 2016: Legendy ukrytej świątyni – Sadie
- 2016: Matka i córka: Droga do marzeń – Laura Marano
- 2016: Monster High – Podwodna straszyprzygoda – Pearl
- 2016: Nianie w akcji – Emily Cooper
- 2016: Osobliwy dom pani Peregrine – Olive Abroholos Elephanta
- 2016: Strażak Sam: Uwaga, kosmici! – Hannah Sparks
- 2016: Trolle – Poppy
- 2017: Gru, Dru i Minionki – Margo
- 2017: Mikołaj ratuje walentynki –
  - Ava,
  - Rapująca mleczna czekolada
- 2017: Monster Island – Veronica
- 2017: Pokémon: Wybieram cię! – Verity
- 2017: Superagentka
- 2017: Transformers: Ostatni rycerz – Tessa Yeager
- 2017: Trolle. Świąteczna misja – Poppy
- 2018: Cudowny chłopak – Olivia „Via” Pullman
- 2018: Lego przygoda 2 – Generał Zadyma
- 2018: Pułapka czasu
- 2018: Strażak Sam: kamera w akcji! – Hannah Sparks
- 2018–2020: Chilling Adventures of Sabrina – Rosalind Walker
- 2019: Rodzina od zaraz
- 2020: Dwóch ojców – Vicenza
- 2020: Trolle 2 – Poppy
- 2021: Sing 2 – Meena[2]
- 2023: Miraculum: Biedronka i Czarny Kot. Film – Marinette (śpiew)
- 2023: Trolle 3 – Poppy
- 2024: Madame Web – Anya Corazón

### Seriale
- 1992: Barney i przyjaciele –
  - Sarah (odc. 142, 144, 150),
  - Beth (odc. 145)
- 2000: Dora poznaje świat – Dora
- 2001–2013: Małe zoo Lucy – Lucy (odc. 79-104)
- 2004–2013: Leniuchowo – Stephanie
- 2004–2007: Szkolny poradnik przetrwania –
  - Claire Sawyer,
  - Maj (odc. 22),
  - Marva Qwerly (odc. 32)
- 2004: Świnka Peppa – Świnka Peppa (wersja dla TVP)
- 2006: Pinky Dinky Doo – granatowowłosa koleżanka Pinky (odc. 64)
- 2007–2015: Fineasz i Ferb – Izabella Garcia-Shapiro (odc. 19b)
- 2007–2014: S.A.W. Szkolna Agencja Wywiadowcza –
  - Aneisha Jones (odc. 63–88),
  - Emily (odc. 81)
- 2009: Masza i niedźwiedź – Dasza (odc. 64)
- 2010–2019: My Little Pony: Przyjaźń to magia – Szafran Masala (odc. 130)
- 2011: Austin i Ally – Ally Dawson
- 2011: Jake i piraci z Nibylandii – Wendy (odc. 86-87)
- 2011: Jessie – Ally Dawson (odc. 33)
- 2011–2014: Z kopyta – Lindsay (odc. 44)
- 2012: Klinika dla pluszaków – Lilka (odc. 114b)
- 2012: Lato w mieście (wiele ról)
- 2012: Troskliwe Misie: Witamy w Krainie Troskliwości –
  - Phoebe (odc. 4),
  - Kaja (odc. 24)
- 2012–2015: Violetta – Natalia
- 2013: Akademia tańca – Abi (odc. 67–68, 73–74, 77–78, 86, 90)
- 2013: Chica Vampiro. Nastoletnia wampirzyca – Wendy
- 2013: Grzmotomocni – Sara (odc. 3, 10, 17, 24, 45, 101)
- 2013: Jej Wysokość Zosia (wiele ról)
- 2013: Młodzi Tytani: Akcja! – Brawurka (odc. 79)
- 2014: 100 rzeczy do przeżycia przed liceum – CJ Martin
- 2014: Astrozwierzaki – Sputnik
- 2014: Dora i przyjaciele – Dora
- 2014: Dziewczyna poznaje świat – Ally Dawson (odc. 36)
- 2014: Galaktyka Supersmyka – Wena
- 2014: Hank Zipzer – Ashley
- 2014: Kasia i Mim-Mim – Fioletta (odc. 96)
- 2014: Kirby Buckets – Janis (odc. 57)
- 2014: Max i Shred –
  - Quinn (odc. 4),
  - Juliette (odc. 28-29, 31-37, 39)
- 2014: Nicky, Ricky, Dicky i Dawn (wiele ról)
- 2015: K3 – Kim
- 2015: Miraculum: Biedronka i Czarny Kot –
  - Clara Nightingale (odc. 35, 50),
  - Aeon (odc. specjalny),
  - Fei (odc. specjalny)
- 2015: Superciapy – Łebska
- 2016: Atomówki – Brawurka
- 2016: Bizaardvark – Lilly Singh (odc. 17)
- 2016: Elena z Avaloru – Marlena (odc. 11)
- 2016: Overwatch – Alejandra „Micha” (odc. 4)
- 2016: Pokémon seria: Słońce i Księżyc −
  - Rapp,
  - Anna (odc. 23 serii XX)
  - Harper i Sarah (odc. 16, 38 serii XXI)
- 2016: Star Darlings: Życzenia do spełnienia –
  - Clover,
  - Tessa
- 2016–2017: Świat Winx – Flora
- 2017: Draka i Jajek – Zadie (odc. 13)
- 2017: Dzieciaki straszaki – Zoe
- 2017: Garderoba Julie – Riley
- 2017: Glitter Force Doki Doki – Regina (odc. 9–17, 24–30)
- 2017: Magiczny autobus znów rusza w trasę – Kitka
- 2017: Mała Marinette – Marinette
- 2017: Monchhichi
- 2017: Sunny Pogodna – Roxy
- 2017: Top Wing Ptasia Akademia – Betty
- 2017: Vikki RPM – Victoria ’Vikki’ Franco
- 2017: Życie w cuglach – Winnie (odc. S01)
- 2018: Chilling Adventures of Sabrina – Rosalind Walker
- 2018: Detektywi z domku na drzewie – Millie
- 2018: Dzieciaki z Harvey Street – Lotta
- 2018: Historie z dreszczykiem – narratorka
- 2019: Go! Żyj po swojemu – Lupe
- 2019: Bia – Carmín Laguardia
- 2019: Płazowyż – Anna Zaradna
- 2020: Klub Winx 8 – Flora
- 2021: Arcane – Jinx

### Programy
- 2014: Rysuj i graj – Laura Morano
- 2014: Violetta: Koncert – Alba Rico Navarro

### Gry
- 2011: Wiedźmin 2: Zabójcy królów
- 2015: Heroes of the Storm – Chronia
- 2020: The Last of Us Part II – Ellie (śpiew)

### Śpiew piosenek
- 1999: SpongeBob Kanciastoporty – czołówka
- 2000: Dora poznaje świat
- 2005–2008: Charlie i Lola (odc. 34)
- 2010: Truskawkowe Ciastko: Niezwykłe przygody – czołówka (odc. 27-65)
- 2011: Na cztery łapy, czyli szkolne przygody Pimpusia Sadełko
- 2011: Niesamowity świat Gumballa (odc. 113b)
- 2013: Calimero
- 2013: Czarnoksiężnik z Oz: Powrót Dorotki
- 2013: Kraina lodu („Ulepimy dziś bałwana?”, „Pierwszy raz jak sięga pamięć”, „Miłość stanęła w drzwiach”, „Pierwszy raz jak sięga pamięć (Repryza)”)
- 2013: Steven Universe (odc. 101; tyłówka w odc. 52-103)
- 2014: Astrozwierzaki (odc. 44, 49)
- 2014: Barbie i tajemnicze drzwi
- 2014: My Little Pony: Equestria Girls: Rainbow Rocks
- 2015: Gorączka lodu („Dzień jak ze snu”)
- 2015: Lwia Straż (odc. 9, 16, 21)
- 2015: Przygody Kota w butach (odc. 67)
- 2015: Shimmer i Shine
- 2016: Elena z Avaloru (odc. 11)
- 2016: Pradawny ląd: Wyprawa tylko dla odważnych
- 2016: Trolle
- 2017: Barbie Dreamtopia: Święto Zabawy
- 2017: Draka i Jajek (odc. 13)
- 2017: Kraina lodu. Przygoda Olafa („Świąteczny czas”, „Zaczynają się świeta”, „Kiedy mamy siebie”)
- 2017: Trolle. Świąteczna misja
- 2018: Kto to był? (Twarze na kasie, Warzywa, Amelia, Swing, Nic nie powstrzyma nas, Zetnie ci łeb, Koronacja)
- 2018: Lego przygoda 2 („Nie jest już czadowo – cześć 1” )
- 2019: Kraina Lodu 2 („Już Ty Wiesz Co”, „To Niezmienne Jest”)
- 2020: Trolle 2 (Trolle dobrze bawią chcę)
- 2023: Miraculum: Biedronka i Czarny Kot. Film ("Biedronka to ty", "Moment by wstać", "Dusze dwie", "Uwierzyć w swoje sny", "Czy mogę nadal być kim chcę")